# 可食用水球
可食用水球是指由藻类植物的凝胶制成的类似球体的水容器。这种可再生包装是由Skipping Rocks Lab创建的，目的是为代替一次性塑料瓶而提供更加“环境友善”的替代品。该容器的创建者将其命名为“Ooho”，制作方法就是在由藻类和氯化钙制成的膜中封入少量水。制造过程包含在知识共享许可协议中，因此任何人都可以免费使用该配方。 

## 传统水容器
在美国，每年都有五百亿个一次性塑料瓶被生产，它们大多由聚对苯二甲酸乙二酯 (PET) 制成，并且大多数被直接丢弃。根据美国PET容器资源协会的数据，自2013年以来，PET的回收率一直稳定在31％。剩下的未回收PET塑料瓶散布在垃圾填埋场，路边、海滩或河流和海洋中，总质量达到4,000,000,000英磅（1.8×109）。而因为PET用作包装材料的特性（稳定性和耐用性）还使其在使用寿命结束后仍能很长时间无法分解。
虽然PET等聚酯可以通过水解达到降解：此时PET分子中的酯键会被水分子切断（反应在酸性或碱性条件下进行的方式有所不同，但都在200-300°C的温度下效果最佳），但在自然环境条件下，该过程缓慢到无法察觉的程度。

PET塑料被认为是不可降解塑料，用这种材料做出的塑料瓶分解可能需要长达450年的时间。 因此，市场上相应的出现了使用其他制作材料的水容器。

## 替代容器
“Ooho”是一种凝胶状的双膜球，可以通过将冰滴入钙盐或海藻酸的溶液中制成。该过程称为Spherification，是联合利华工程师威廉·佩沙特在1940年代获得专利的技术。最近，西班牙厨师费兰·阿德里亚将这种方法引入现代主义烹饪中。该过程产生了可食用的，可生物降解的胶囊。

### 海藻酸钙凝胶

海藻酸 (NaAlg)

海藻酸盐是一种褐精液藻的天然产物，已广泛用于伤口敷料，药物输送和组织工程以及食品应用中。海藻酸钠是β-D-甘露糖醛酸（β-D-mannuronic，M）和α-L-古洛糖醛酸（α-L-guluronic精液，G）按（1→4）键连接而成的直链共聚物。 
海藻酸钠（NaAlg）暴露于氯化钙时会凝结 (CaCl2) 然后形成海藻酸钙 (CaAlg2 ) 和氯化钠(NaCl), 反应方程式如下：
2NaAlg + CaCl2 → CaAlg2 + 2NaCl

### 安全性和生物降解性
海藻酸盐凝胶的生物相容性已被广泛研究，其食用安全性已得到充分确立。 自然上，多糖具有抗消化酶分解的能力，而藻酸盐分类为膳食纤维。尽管被食用后，Ooho胶囊虽然不能被直接消化，但随着钙从凝胶基质中扩散出来，与上述反应相反，Ooho胶囊将逐渐分解。方程式如下：
CaAlg2   + 2NaCl  →  2NaAlg + CaCl2
由于藻酸盐是单链聚合物，因此藻酸盐可通过多种化学反应解聚精液（分解成较小的单元）。酸和碱均可破坏甘露糖醛酸酯（M）和古洛糖酸酯（G）单体之间的联系。自由基氧化是藻酸盐在环境中降解的另一种方式。许多细菌会产生一种酶（藻酸盐裂解酶），该酶可将分子分解为单糖，可作为生物体的能源。

### 与一次性塑料瓶的对比
| 属性 | 一次性塑料瓶                 | 可食用水球                             |
| ---- | ---------------------------- | -------------------------------------- |
| 材料 | 聚氯乙烯或聚对苯二甲酸乙二酯 | 由棕藻提取出的海藻酸钠和氯化钙混合合成 |
| 降解 | 自然环境中需要上百年         | 4-6周                                  |

## Ooho

### 名称由来
由于“O”字母的发音与法语单词l'eau (水)的发音相似，故使用该称呼。

### 使用
2014年的伦敦马拉松赛事中，曾使用该产品代替塑料瓶装液態水。